# Чемпионат Румынии по волейболу среди женщин
Чемпионат Румынии по волейболу среди женщин — ежегодное соревнование женских волейбольных команд Румынии. Проводится с 1934 года (с перерывами).
Соревнования проходят в двух дивизионах — А1 и А2. Организатором чемпионатов является Румынская федерация волейбола.

## Формула соревнований (дивизион А1)
Чемпионат в дивизионе А1 (сезон 2024/25) проводился в два этапа. На предварительной стадии команды играли в два круга. По её итогам 8 лучших вышли в плей-офф и далее по системе с выбыванием определили финалистов, которые разыграли первенство. Серии матчей плей-офф проводились до двух (в четвертьфинале и полуфинале) и до трёх (в финале) побед одного из соперников. 
За победу со счётом 3:0 и 3:1 команды получают 3 очка, 3:2 — 2 очка, за поражение со счётом 2:3 — 1 очко, 0:3 и 1:3 — 0 очков.
В чемпионате 2024/25 в дивизионе А1 играли 11 команд: «Альба-Блаж» (Блаж), «Динамо» (Бухарест), «Волунтари», «Корона» (Брашов), «Лугож», «Констанца», «Рапид» (Бухарест), «Тырговиште», «Букурешть» (Бухарест), «Университатя» (Клуж-Напока), «Арджеш» (Питешти). Чемпионский титул выиграл «Альба-Блаж», победивший в финальной серии «Волунтари» 3-1 (2:3, 3:0, 3:0, 3:1). 3-е место заняло «Динамо».

## Призёры
| Сезон      | 1-е место                     | 2-е место                 | 3-е место                  |
| ---------- | ----------------------------- | ------------------------- | -------------------------- |
| 1934       | «Иуреш» Бухарест              |                           |                            |
| 1935       | «Старт» Бухарест              |                           |                            |
| 1936       | «Иуреш» Бухарест              |                           |                            |
| 1937       | «Иуреш» Бухарест              |                           |                            |
| 1938       | «Старт» Бухарест              |                           |                            |
| 1939       | «Иуреш» Бухарест              |                           |                            |
| 1940       | «Спортул студенцеск» Бухарест |                           |                            |
| 1941       | чемпионат не проводился       | чемпионат не проводился   | чемпионат не проводился    |
| 1942       | «Старт» Бухарест              |                           |                            |
| 1943       | «Старт» Бухарест              |                           |                            |
| 1944       | чемпионат не проводился       | чемпионат не проводился   | чемпионат не проводился    |
| 1945       | «Раду Водэ» Бухарест          |                           |                            |
| 1946       | чемпионат не проводился       | чемпионат не проводился   | чемпионат не проводился    |
| 1947       | «Старт» Бухарест              |                           |                            |
| 1948, 1949 | чемпионаты не проводились     | чемпионаты не проводились | чемпионаты не проводились  |
| 1950       | «Локомотивэ» Бухарест         |                           |                            |
| 1951       | «Прогресул» Бухарест          |                           |                            |
| 1952       | «Прогресул» Бухарест          |                           |                            |
| 1953       | «Прогресул» Бухарест          |                           |                            |
| 1954       | «Штиинца» Бухарест            |                           |                            |
| 1955       | «Прогресул» Бухарест          |                           |                            |
| 1956       | «Прогресул» Бухарест          |                           |                            |
| 1957       | «Динамо» Бухарест             |                           |                            |
| 1958       | «Динамо» Бухарест             |                           |                            |
| 1959       | «Рапид» Бухарест              |                           |                            |
| 1960       | «Динамо» Бухарест             |                           |                            |
| 1961       | «Динамо» Бухарест             |                           | «Университатя» Клуж        |
| 1962       | «Динамо» Бухарест             |                           | «Университатя» Клуж        |
| 1963       | «Динамо» Бухарест             |                           |                            |
| 1964/65    | «Рапид» Бухарест              |                           |                            |
| 1965/66    | «Динамо» Бухарест             |                           |                            |
| 1966/67    | «Динамо» Бухарест             |                           |                            |
| 1967/68    | «Рапид» Бухарест              |                           |                            |
| 1968/69    | «Динамо» Бухарест             |                           |                            |
| 1969/70    | «Пеничилина» Яссы             |                           |                            |
| 1970/71    | «Пеничилина» Яссы             |                           |                            |
| 1971/72    | «Рапид» Бухарест              |                           |                            |
| 1972/73    | «Рапид» Бухарест              | «Динамо» Бухарест         |                            |
| 1973/74    | «Рапид» Бухарест              | «Динамо» Бухарест         |                            |
| 1974/75    | «Динамо» Бухарест             |                           |                            |
| 1975/76    | «Динамо» Бухарест             |                           |                            |
| 1976/77    | «Динамо» Бухарест             |                           |                            |
| 1977/78    | «Динамо» Бухарест             |                           |                            |
| 1978/79    | «Динамо» Бухарест             | «Университатя» Галац      |                            |
| 1979/80    | «Динамо» Бухарест             |                           |                            |
| 1980/81    | «Динамо» Бухарест             | «Фарул» Констанца         |                            |
| 1981/82    | «Динамо» Бухарест             |                           |                            |
| 1982/83    | «Динамо» Бухарест             |                           |                            |
| 1983/84    | «Динамо» Бухарест             | «Университатя» Галац      |                            |
| 1984/85    | «Динамо» Бухарест             | «Университатя» Галац      | «Фарул» Констанца          |
| 1985/86    | «Университатя» Крайова        | «Университатя» Галац      |                            |
| 1986/87    | «Университатя» Крайова        | «Университатя» Галац      | «Динамо» Бухарест          |
| 1987/88    | «Университатя» Крайова        | «Динамо» Бухарест         | «Флакара-Роше» Бухарест    |
| 1988/89    | «Динамо» Бухарест             | «Рымнику-Вылча»           | «Университатя» Крайова     |
| 1989/90    | «Университатя» Крайова        | «Динамо» Бухарест         |                            |
| 1990/91    | «Университатя» Крайова        | «Динамо» Бухарест         | «Рапид» Бухарест           |
| 1991/92    | «Рапид» Бухарест              | «Университатя» Крайова    | «Университатя» Клуж-Напока |
| 1992/93    | «Рапид» Бухарест              | «Брэила»                  |                            |
| 1993/94    | «Рапид» Бухарест              | «Амичи» Бакэу             | «Университатя» Клуж-Напока |
| 1994/95    | «Рапид» Бухарест              | «Амичи» Бакэу             | «Тырговиште»               |
| 1995/96    | «Рапид» Бухарест              | «Амичи» Бакэу             | «РАТБ-Грюндфош» Бухарест   |
| 1996/97    | «РАТБ-Грюндфош» Бухарест      | «Томис» Констанца         | «Дача» Питешти             |
| 1997/98    | «Амичи» Бакэу                 |                           | «Рапид» Бухарест           |
| 1998/99    | «Рапид» Бухарест              | «Амичи» Бакэу             | «Динамо» Бухарест          |
| 1999/2000  | «Рапид» Бухарест              | «Амичи» Бакэу             | «Динамо» Бухарест          |
| 2000/01    | «Рапид» Бухарест              | «Амичи» Бакэу             | «Динамо» Бухарест          |
| 2001/02    | «РАТБ-Петром» Бухарест        | «Уник» Пьятра-Нямц        | «Динамо» Бухарест          |
| 2002/03    | «Уник» Пьятра-Нямц            | «Рапид» Бухарест          | «Динамо» Бухарест          |
| 2003/04    | «Рапид» Бухарест              | «Штиинца» Бакэу           | «Динамо» Бухарест          |
| 2004/05    | «Штиинца» Бакэу               | «Рапид» Бухарест          | «Университатя» Галац       |
| 2005/06    | «Рапид» Бухарест              | «Штиинца» Бакэу           | «Динамо» Бухарест          |
| 2006/07    | «Метал» Галац                 | «Динамо» Бухарест         | «Штиинца» Бакэу            |
| 2007/08    | «Метал» Галац                 | «Динамо» Бухарест         | «Штиинца» Бакэу            |
| 2008/09    | «Метал» Галац                 | «Томис» Констанца         | «Динамо» Бухарест          |
| 2009/10    | «Метал» Галац                 | «Томис» Констанца         | «Динамо» Бухарест          |
| 2010/11    | «Томис» Констанца             | «Штиинца» Бакэу           | «Динамо» Бухарест          |
| 2011/12    | «Томис» Констанца             | «Штиинца» Бакэу           | «Букурешть» Бухарест       |
| 2012/13    | «Штиинца» Бакэу               | «Динамо» Бухарест         | «Томис» Констанца          |
| 2013/14    | «Штиинца» Бакэу               | «Динамо» Бухарест         | «Альба-Блаж» Блаж          |
| 2014/15    | «Альба-Блаж» Блаж             | «Тырговиште»              | «Букурешть» Бухарест       |
| 2015/16    | «Альба-Блаж» Блаж             | «Тырговиште»              | «Букурешть» Бухарест       |
| 2016/17    | «Альба-Блаж» Блаж             | «Динамо» Бухарест         | «Лугож»                    |
| 2017/18    | «Букурешть» Бухарест          | «Альба-Блаж» Блаж         | «Штиинца» Бакэу            |
| 2018/19    | «Альба-Блаж» Блаж             | «Букурешть» Бухарест      | «Тырговиште»               |
| 2019/20    | «Альба-Блаж» Блаж             | «Динамо» Бухарест         | «Тырговиште»               |
| 2020/21    | «Тырговиште»                  | «Альба-Блаж» Блаж         | «Динамо» Бухарест          |
| 2021/22    | «Альба-Блаж» Блаж             | «Тырговиште»              | «Волунтари»                |
| 2022/23    | «Альба-Блаж» Блаж             | «Тырговиште»              | «Лугож»                    |
| 2023/24    | «Волунтари»                   | «Альба-Блаж» Блаж         | «Рапид» Бухарест           |
| 2024/25    | «Альба-Блаж» Блаж             | «Волунтари»               | «Динамо» Бухарест          |